# ياسين يلماز
ياسين يلماز (19 فبراير 1989 في ألمانيا - ) هو لاعب كرة قدم تركيا وألماني في مركز الوسط. لعب مع أضنة سبور ونادي أونترهاخينغ وTarsus İdman Yurdu ‏ وFC Unterföhring ‏ وSpVgg Unterhaching II ‏.

## وصلات خارجية
- ياسين يلماز على موقع اتحاد تركيا (لاعب) (الإنجليزية)
- ياسين يلماز على موقع قاعدة بيانات كرة القدم.إي يو (الإنجليزية)
- ياسين يلماز على موقع بيانات كرة القدم. دي إي (الألمانية)
- ياسين يلماز على موقع عالم كرة القدم.نت (الإنجليزية)